# Attacco a Rommel
Attacco a Rommel (Raid on Rommel) è un film di guerra del 1971, diretto da Henry Hathaway, con Richard Burton e Wolfgang Preiss.
Il film è "liberamente" ispirato all'Operazione Daffodil, un audace, ma disastrosamente fallito colpo di mano contro la base navale italo-tedesca di Tobruk, nel settembre 1942.

## Trama
Nel 1942, il capitano Alex Foster, del servizio segreto britannico, viene incaricato di distruggere le fortificazioni allestite da Rommel nel porto di Tobruk, per facilitare le operazioni di sbarco della flotta alleata. Raggiunto il deserto libico, Forster libera un gruppo di prigionieri, con i quali, impadronitosi di alcuni mezzi blindati nemici e indossate le divise tedesche, inizia la marcia verso Tobruk. Superati diversi posti di blocco nemici, Foster e i suoi compagni giungono in vista del quartiere generale di Rommel, presso il quale sostano due divisioni di Panzer, sconosciute agli Inglesi. Venuto a conoscenza di grossi depositi di carburante, Foster riesce a distruggerli, immobilizzando così i  carri armati. Non pago, Foster guida i suoi uomini all'assalto delle batterie costiere, difese da soldati italiani. L'operazione, nonostante gravissime perdite, riesce dopo che all'inizio sembrasse del tutto fallire (difatti le navi inglesi avevano invertito la rotta). L'eliminazione delle batterie costiere era essenziale per il bombardamento prima e lo sbarco poi delle truppe alleate. Il medico e il capitano Foster (quest'ultimo ferito ad una gamba) cadono prigionieri dei tedeschi, mentre gli altri compagni riescono a salvarsi sulle navi da sbarco inviate dalle navi al largo.

## Produzione
Il film è stato girato negli Stati Uniti, ed in particolare nel deserto dell'Arizona.

Alcune scene sono state riutilizzate dal precedente Tobruk, che ha una trama simile.
I carri armati utilizzati sono carri americani M41 Walker Bulldog e M48 Patton.